# Dichaetomyia mohelii
Dichaetomyia mohelii är en tvåvingeart som beskrevs av Adrian C. Pont 1978. Dichaetomyia mohelii ingår i släktet Dichaetomyia och familjen husflugor. Inga underarter finns listade i Catalogue of Life.